# Maceira (Fornos de Algodres)
Maceira es una freguesia portuguesa del concelho de Fornos de Algodres, con 8,22 km² de superficie y 277 habitantes (2001). Su densidad de población es de 33,7 hab/km².